# Winchester Modelo 1894
El Winchester Modelo 1894 (también conocido como el fusil Winchester .30-30, Winchester 94, Win 94, Winchester .30-30, o simplemente .30-30) es uno de los más famosos y populares fusiles de cacería. Fue diseñado por John Moses Browning en 1894 y fue producido por la Winchester Repeating Arms Company hasta 1980 y después por la U.S Repeating Arms bajo la marca Winchester hasta que cesaron de producir fusiles en 2006. En 2010, FN Herstal reintrodujo el Modelo 94 como un arma de producción limitada.

## Historia y desarrollo

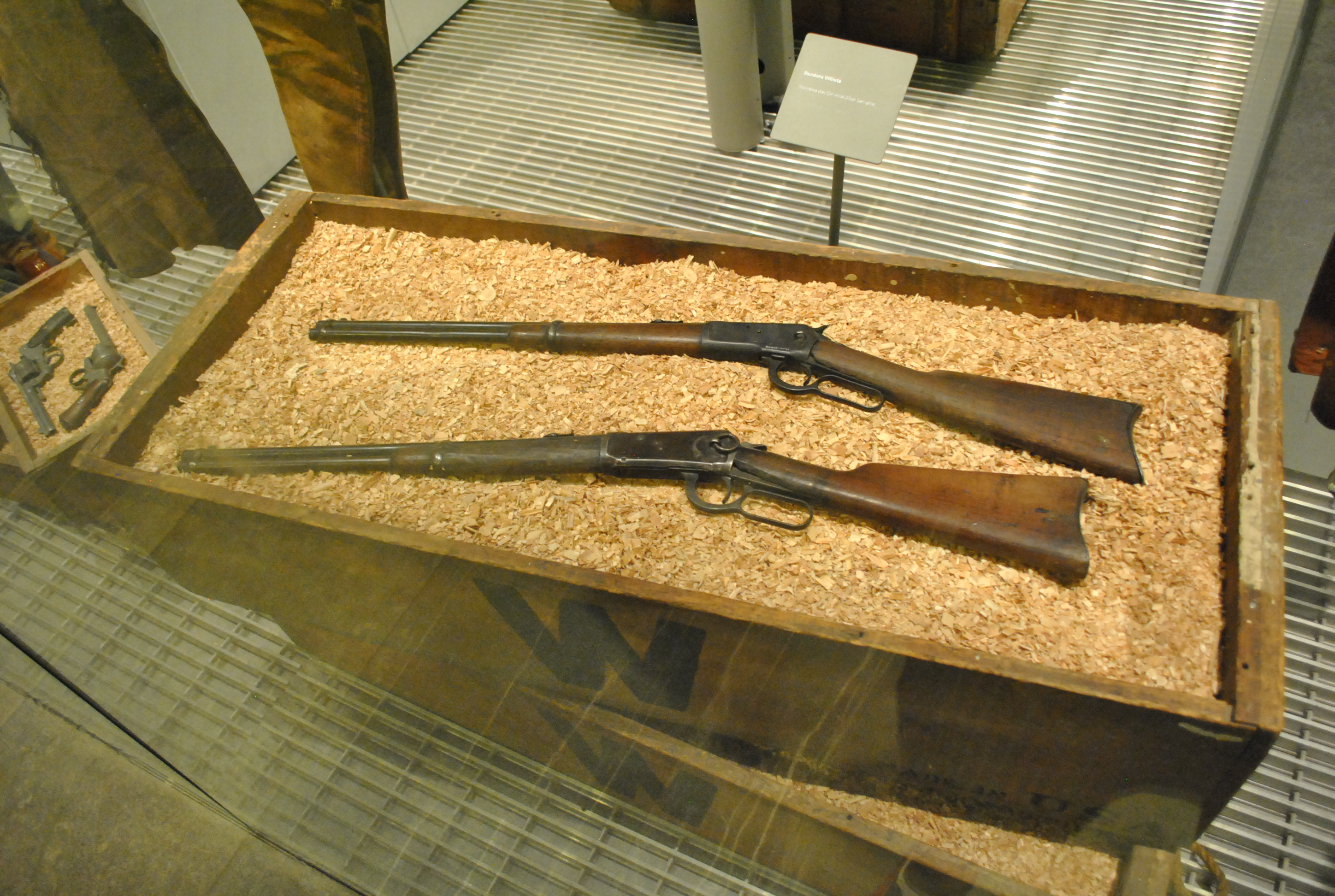
Fusiles Winchester usados en la Revolución Mexicana, en la cual fueron bautizados como Carabina 30-30.

El Modelo 1894 original fue producido para emplear los cartuchos .32-40 Winchester, .38-55 Winchester, .25-35 Winchester, .30-30 Winchester y .32 Winchester Special. Fue el primer fusil de cacería que vendió más de 7.000.000 de unidades. El Modelo 1894 número 1.000.000 fue obsequiado al presidente Calvin Coolidge en 1927, el fusil número 1.500.000 fue obsequiado al presidente Harry S. Truman el 8 de mayo de 1948 y el fusil número 2.000.000 fue obsequiado al presidente Dwight Eisenhower en 1953.
Fue el primer fusil de cacería que empleó los entonces novedosos cartuchos con pólvora sin humo. El .30-30 Winchester es el cartucho que se convirtió en sinónimo del fusil Modelo 1894.
En 1964 se modificó el proceso de fabricación del Modelo 1894 para reducir sus costos de producción. Generalmente los fusiles "pre-64" tienen un mayor precio que los fusiles post-64.
El Winchester Modelo 1894 fue diseñado para permitir el empleo de cartuchos más largos que los empleados en las carabinas Winchester 1892. Cuando la palanca es jalada hacia abajo, el fondo del cajón de mecanismos baja con ella, haciendo más espacio y permitiendo la alimentación de un cartucho más largo sin necesidad de alargar el cajón de mecanismos. El mecanismo es complejo, pero muy fiable. El desmontado completo de la acción es una tarea con múltiples etapas que deben ejecutarse en una secuencia precisa. Sin embargo, muy rara vez es necesario desmontar completamente la acción. El cartucho más grande que puede emplear la acción del Modelo 1894 es el .450 Marlin, que es empleado en algunos fusiles hechos bajo pedido y en la efímera carabina Timber, que tenía un cajón de mecanismos Modelo 1894 sobredimensionado.  
Décadas después de que el Winchester 1892 se volviese obsoleto, los fusiles Winchester Modelo 1894 también fueron fabricados en calibres de revólver tales como el .38 Special/.357 Magnum, .44 Special/.44 Magnum, .45 Long Colt (a veces llamado .45 Colt o .45 Cowboy), así como el .44-40 Winchester. Usualmente, el depósito tubular tiene una capacidad de 9 a 13 cartuchos de los mencionados anteriormente. La capacidad del depósito depende de la longitud del cañón, ya que el depósito tubular (situado bajo el cañón) usualmente abarca toda la longitud del cañón.  
Los calibres de revólver son preferidos por los actuales Tiradores Prácticos Cowboy, ya que permiten emplear la misma munición para el fusil y el revólver. Una combinación usual es un Colt 1873 (Colt Peacemaker o clon) y un Winchester (o cualquier fusil de palanca fabricado, por ejemplo, por Uberti o Marlin Firearms) capaz de disparar el mismo tipo de munición. La acción del Modelo 1894, diseñada para emplear cartuchos cargados con pólvora sin humo es mucho más resistente que la acción de los anteriores fusiles Winchester (Modelos 1866, 1873, 1876), que estaban basados en el sistema de cerrojo articulado de Benjamin Henry, pudiendo emplear con facilidad cartuchos modernos de gran presión, como el .44 Magnum (al igual que el Modelo 1892, otro diseño de Browning). El Modelo 1892 dejó de producirse en 1941 y ha sido recientemente introducido en producción limitada.
La producción de este fusil en los Estados Unidos fue cesada en 2006. Había 14 versiones del Modelo 1894 en el catálogo Winchester de 2005.
El Winchester Modelo 1894 se ganó el título del fusil más vendido en la historia de los Estados Unidos.
En 2010, la Winchester Repeating Arms reintroducirá el Modelo 1894. "Será ofertado en dos modelos Edición Limitada que conmemorarán el bicentenario del nacimiento de Oliver F. Winchester en Nueva Inglaterra en 1810. Un Modelo 1894 Personalizado y un Modelo 1894 Alta Calidad serán ofertados en calibre .30-30 Winchester. La distribución de estos dos fusiles conmemorativos empezará a mediados de 2010. Ambos modelos tienen un depósito tubular con capacidad de ocho cartuchos, una longitud de 42 pulgadas (1066,8 mm), una tasa de torsión de diez pulgadas (254 mm) y un peso promedio de ocho libras (3,62 kg). El precio recomendado del Modelo 1894 Personalizado es de 1959 dólares. El precio recomendado del Modelo 1894 Alta Calidad es de 1469 dólares.

## Winchester versus el diseño Marlin
Una de las desventajas de la acción del Modelo 1894 respecto a las de sus principales contrapartes, el Marlin Modelo 336 y el Marlin Modelo 1894, es que eyecta el casquillo del cartucho disparado por la parte superior del cajón de mecanismos, al contrario de los Marlin, que eyectan el casquillo lateralmente y tienen cajones de mecanismos con la parte superior cerrada. El motivo por el cual esto es a veces considerado como una desventaja, es que un arma que eyecta los casquillos hacia arriba no puede montar una mira telescópica sobre el cajón de mecanismos, sino que tiene que montarse sobre el cañón o en el lado opuesto del cajón de mecanismos, reduciendo la utilidad y necesidad de una mira telescópica. En cambio, algunos usuarios prefieren no montar miras telescópicas en un fusil que es considerado ideal para blancos situados hasta una distancia de 183 metros (200 yardas). El no instalarle una mira telescópica reduce el peso del arma, permitiendo al tirador apuntar con mayor rapidez a corta distancia y a blancos en movimiento.  
Winchester resolvió el problema de la eyección hacia arriba al cambiar el ángulo de eyección en los fusiles fabricados a inicios de la década de 1980, que eyectaban los casquillos en un ángulo situado entre el del diseño original y el de Marlin. Este cambio en el ángulo de la eyección hizo posible el montaje de una mira telescópica sobre el cajón de mecanismos. Sin embargo, varios tiradores vieron esto como el inicio de la ruina del fusil[cita requerida]. A mediados de la década de 1990 se cambió el anterior seguro de hendidura del martillo (que se activaba al accionarlo hasta la mitad de su recorrido) a un seguro accionado mediante un botón, como el de los ya mencionados fusiles Marlin. Sin embargo, muchos usuarios prefieren el seguro de hendidura antes que el nuevo seguro accionado mediante botón. Los últimos fusiles Winchester Modelo 1894 que salieron de la fábrica de New Haven antes de su cierre en 2006 llevaban seguros con el botón montado en el guardamonte.    
En 2008, Mossberg introduce su fusil Modelo 464 calibre .30-30 Winchester, que exteriormente es muy similar al Winchester Modelo 1894. Combina características de los diseños de Winchester y Marlin, al igual que algunas de diseño propio.